# Peace Research Institute Frankfurt

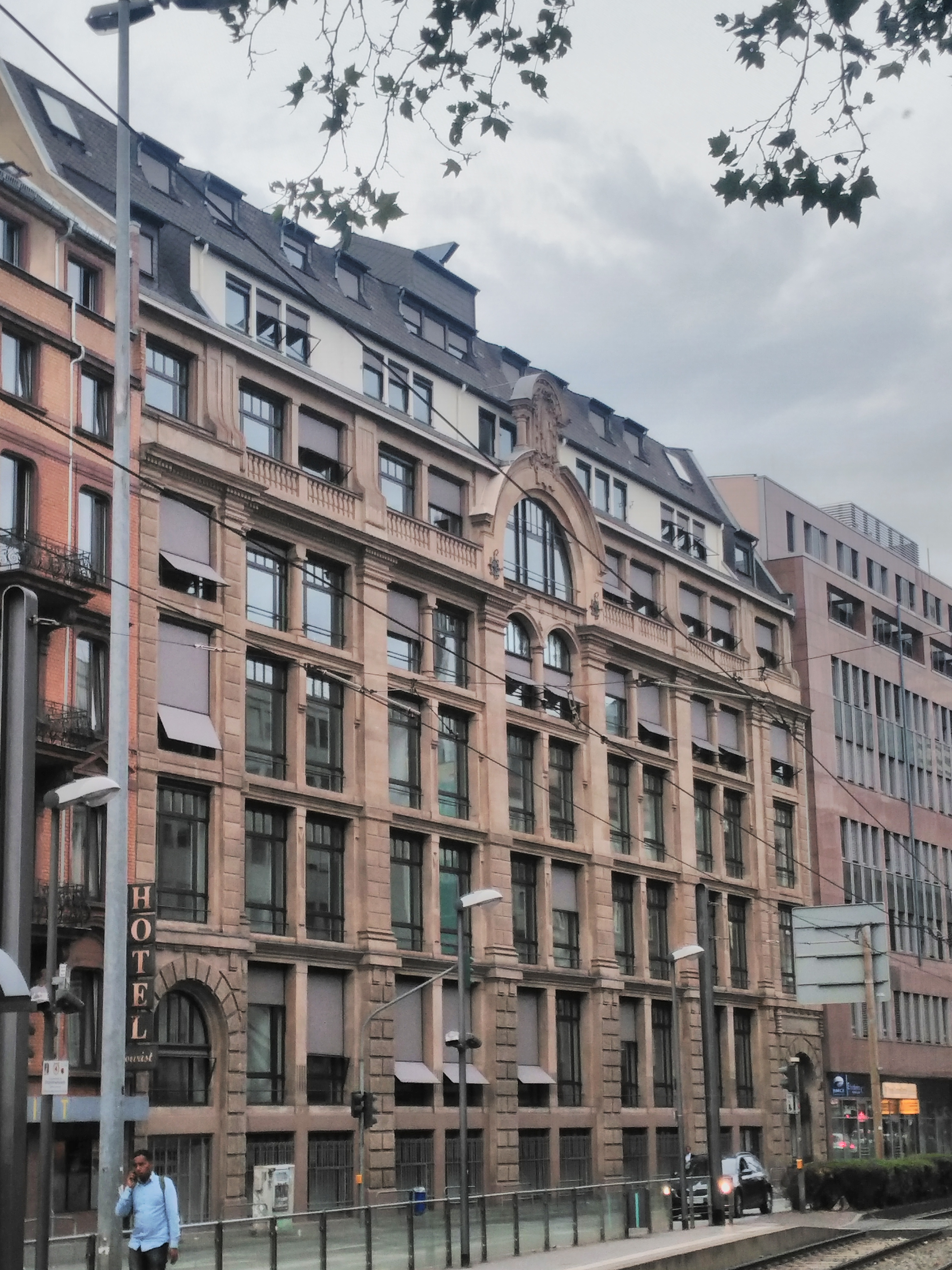

Peace Research Institute Frankfurt (PRIF) nebo "Mírový výzkumný institut ve Frankfurtu" (německý název je Hessische Stiftung Friedens und Konfliktforschung - HSFK) byl založen roku 1970 v německém spolkovém státě Hesensko. Je to nejstarší a největší německý mírový institut a roku 2011 měl přibližně 70 zaměstnanců.
Institut zkoumá případy mezinárodních krizí a konfliktů, organizuje výzkum zaměřený na studium konfliktů a politiku odzbrojení. Mezi vybrané regiony výzkumu patří Balkán, Střední východ a Asie, kde zkoumá potřebné podmínky na zvýšení práva a snížení násilí. Velký důraz klade na kontrolu zbrojení, nešíření zbraní a odzbrojení.